# Atire a Primeira Pedra
"Atire a Primeira Pedra" é um samba de Ataulfo Alves e Mário Lago de 1943. A letra versa sobre o grande desejo de um homem de se reconciliar com a mulher amada, a despeito do que os demais, e até a própria amada, pensem a respeito. O título faz referência às palavras de Jesus Cristo em João 8:7, e também já fora usado para um filme estrelado por Marlene Dietrich e para um programa radiofônico apresentado por Raimundo Lopes.

## Lançamento e consagração
Emilinha Borba, que ainda não tão famosa, interpretou-o no filme Tristezas Não Pagam Dívidas. produzido pela Atlântida Cinematográfica. Todavia, foi Orlando Silva quem o gravou originalmente em disco de 78rpm na Odeon, em 27 de dezembro de 1943, acompanhado da Orquestra Odeon sob regência de Lyrio Panicalli, para o carnaval do ano seguinte. Ao ser lançado, tornou-se o grande sucesso não só do carnaval como também de todo o ano.
Era a segunda vez que os dois compositores emplacavam um grande sucesso carnavalesco. O primeiro havia sido dois anos antes, com Ai, Que Saudades da Amélia. De acordo com Mário Lago, o êxito daquele ano foi responsável pelo único pileque de Ataulfo Alves. Depois de constatar a popularidade da música logo no sábado gordo, ao chegar no Café Nice, famoso reduto de músicos no Rio de Janeiro, encontrou o parceiro embriagado, que lhe saudou dizendo: "Parceiro, estamos outra vez na boca do povo…"

## Versões gravadas
- Orlando Silva (1943)
- Ataulfo Alves & Suas Pastoras (1955)
- Carolina Cardoso de Menezes (ao piano)(1955)
- Elza Soares (1967)
- Nelson Gonçalves (1993)
- Tadeu Franco (1995)
- Itamar Assumpção (1996)
- Demônios da Garoa (1997)